# Meia-noite dada
"Meia-noite dada" é uma canção de Natal tradicional portuguesa, originária da Ilha da Madeira.

## História

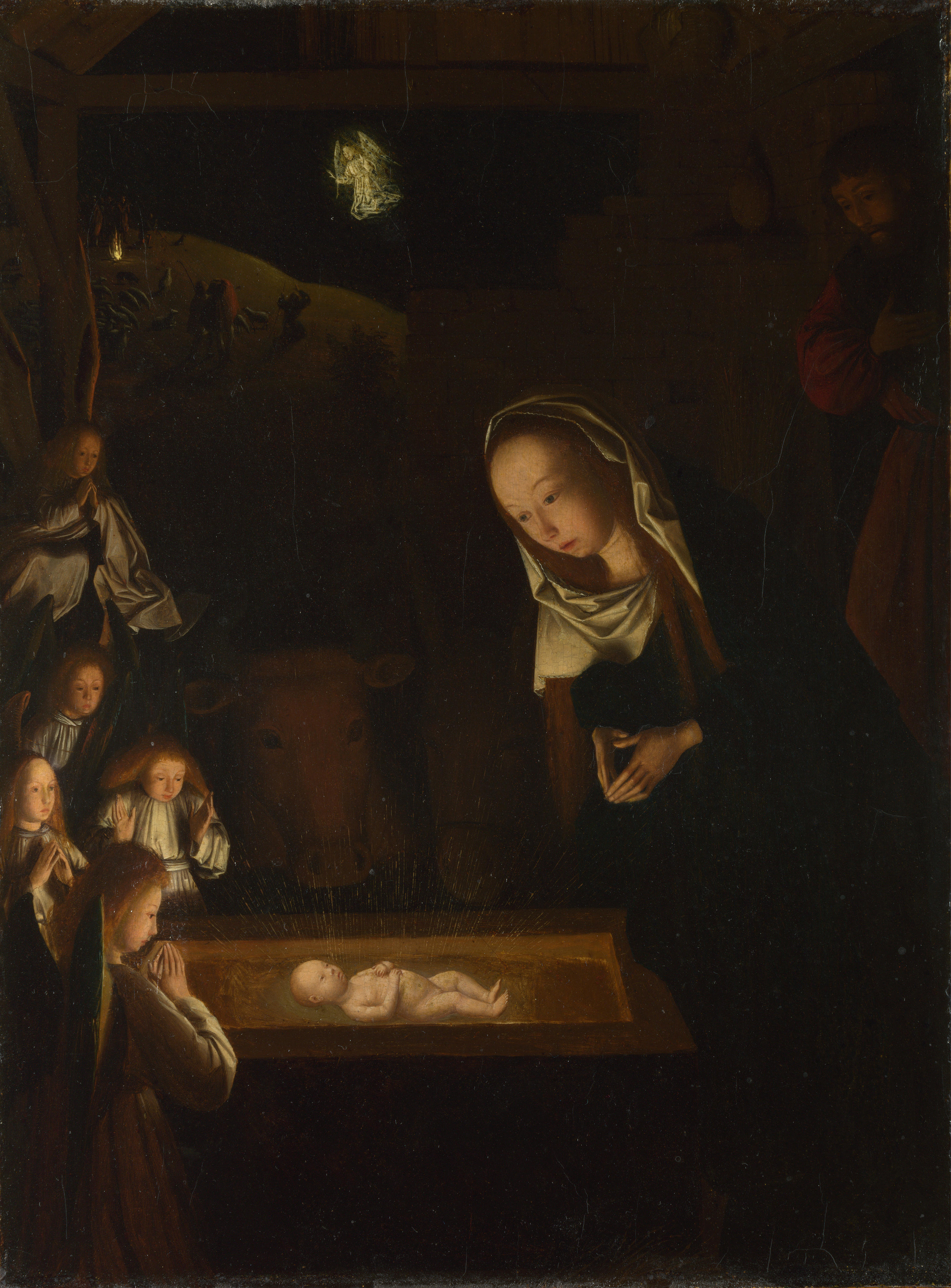
Geertgen tot Sint Jans: Natividade à noite (c. 1490).

Como se trata de uma canção popular, desconhece-se o seu autor e a sua data de composição. O texto, um romance "ao divino", foi publicado pela primeira vez em 1880 no Romanceiro do Arquipélago da Madeira, coligido por Álvaro Rodrigues de Azevedo em Machico.
Esse romance foi, posteriormente, estudado por Teófilo Braga. Segundo este autor, o contexto em que Jesus nasce (à meia-noite em ponto, aquando do cantar do galo) tem raízes numa antiga superstição portuguesa, já referida no Auto das Fadas de Gil Vicente, segundo a qual, todos os encantos e poderes malévolos são quebrados com o cantar do galo à meia-noite, anunciando o nascimento do sol, que vem vencer as trevas. Não se estranha, por isso, a colocação do nascimento do Messias em tal contexto. Vale ressaltar que a figura de um galo é frequente nos presépios tradicionais portugueses.
Álvaro Rodrigues de Azevedo descreve os romances da sua coleção como medievais, se não na origem, pelo menos no carácter, o que se deveria, segundo o mesmo autor, ao isolamento do arquipélago da Madeira após o seu povoamento no século XV. De facto, para além do já referido uso de crenças do Medievo, o texto possui algumas semelhanças com um outro romance de possível origem medieval ou quinhentista, chamado "Nossa Senhora lavadeira", tanto na forma como nalguns temas usados:
- Numa cena da vida quotidiana o Menino Jesus chora com frio.
- Maria acalma o Menino Jesus com os versos "Calai-vos, meu Filho, / Jesus, meu amor" (versos equivalentes a "Calai, meu Menino / Calai, meu amor").
- Maria incita o Menino Jesus a aceitar a miséria em que se encontram.

## Harmonizações
Foi harmonizada por vários compositores como o Pe. Manuel Simões, Ian Mikirtoumov[carece de fontes?] e Luís Cipriano.

## Letra
O tema deste romance madeirense é o nascimento humilde de Jesus. Enquanto que este menino nasce chorando, em oposição, o galo canta. Numa segunda parte, a Virgem Maria exorta o seu Filho a deixar de chorar, pedindo para se conformar com a sua pobreza.

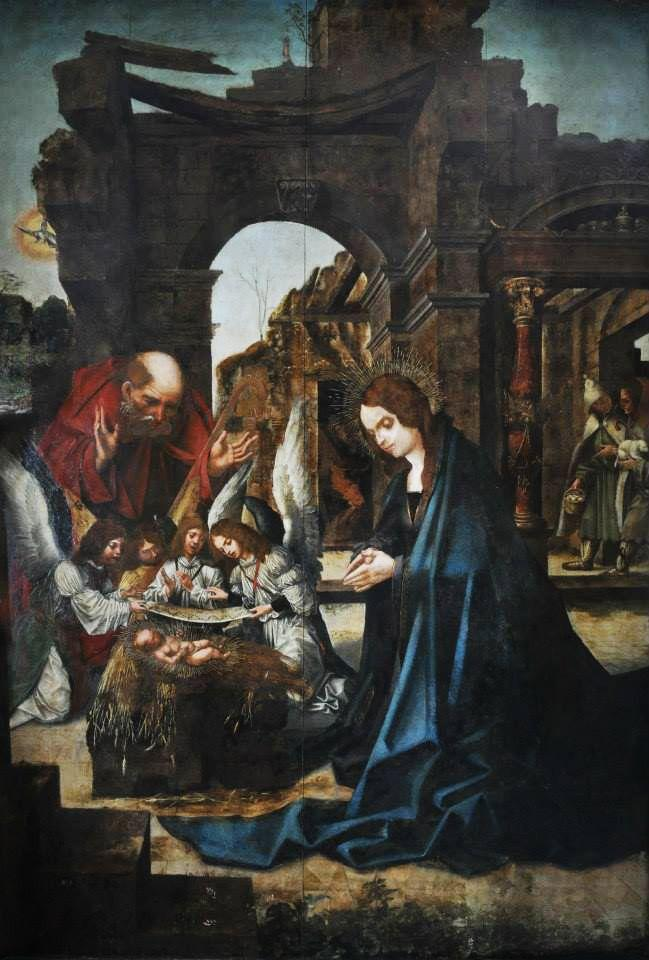
Natividade (1512-1517) no retábulo da capela-mor da Sé do Funchal.

| Versão recolhida em 1880                                                      | Letra atualizada                                                              |
| ----------------------------------------------------------------------------- | ----------------------------------------------------------------------------- |
| Meia-noite dada, Meia-noit'em pino, Lo gallo cantando, Chorou lo Menino.      | Meia-noite dada, Meia-noite em pino, Cantavam os galos, Nascia o Menino.      |
| E la mãe lhe disse Com mui muita dor: “Calae-vos, meu filho, Jesus, meu amor; | A Virgem lhe disse Com mui grande dor: “Calai-vos meu filho, Jesus, meu amor; |
| Dormide no feno, Nesta lapa fria; Que nã tenho berço, Nem no furtaria.”       | Que não tenho berço, E nem to faria, Dormi vós no feno, Nesta estrebaria.”    |
| Ai, Senhor do mundo, Tão pobre que'stais, Deitado no feno, E entr'animais!    | Menino tão lindo, Que tão pobre estais, Deitado no feno, Entre os animais!    |

## Discografia
- 1995 — Natal Português. Coral T.A.B. Ovação Records. Faixa 10.
- 2000 — A banda do Zéthoven: vol. 2. Zéthoven. Public-art. Faixa 5.[5]